# 寺田農
寺田農（日语：／ Terada Minori，1942年11月7日—2024年3月14日），日本男演員、配音員。身高173cm。東海大學文學院特聘教授。出身於東京府東京市板橋區（現東京都板橋區）。身高173cm。B型血。早稻田大學政治經濟學院中退。
原屬Oscar Promotion（2020年2月29日離所），最終所屬是CES Entertainment。

## 來歷、人物
寺田農是家中的長男，父親是西洋畫畫家寺田政明。
1961年，作為第一期研究生加入文學座附屬演劇研究所（與岸田森、草野大悟、橋爪功、樹木希林、小川真由美、北村總一朗等人同期）。
1965年，以五所平之助執導的電影《恐山之女》（飾演 戶田勘二郎）在演藝界出道。同年在電視劇《青春是什麼》（飾演 橘公夫）中出演。
1968年，在岡本喜八執導的電影《肉彈》中第一次主演（與大谷直子共演），並獲得每日電影獎最佳男主角獎。
1970年，與高橋紀子結婚，2006年離婚。
1985年，以相米慎二執導的電影《愛情旅館》獲得橫濱電影節最佳男主角獎。
2008年，擔任東海大學文學院的特聘教授。擔當「現代電影論」「演劇入門」「戲曲劇本論」各科目。
2011年再婚，對象是小他33歲的圈外人士。
2012年3月12日，東京地方法院起訴再婚前長期處於戀愛關係但失去婚約的另一名女性，要求支付5000萬日圓的損害賠償和500萬日元的律師費（雙方後來和解）。
2024年3月14日，因肺癌逝世，享壽81歲。

## 人物、逸事
- 作為寺田的門徒，曾經受到他照顧的包含椎名桔平[12]。另外，寺田自己也曾經跟隨著三木則平[13]。
- 作為藝能界的愛書人代表而著名[14]。
- 與岡本喜八、相米慎二及實相寺昭雄等多位電影導演都有交情，因此也是他們編導作品的常駐演員[15][16]。
- 多次在大河劇出演。尤其是詹姆士三木（日语：ジェームス三木）負責編劇的所有作品。[來源請求]
- 經常在旁白解說的工作中出現[17]，作為動畫配音員他最為人熟知的角色是吉卜力工作室作品《天空之城》的穆斯卡（日语：ムスカ）上校，該電影自從上映以來，劇中的台詞經常被模仿[18]。但是本人記不太清楚了，因為當時錄音只花了2天。在東海大學擔任特聘教授時，曾經收到學生請求他表演穆斯卡，本人回覆「那個角色什麼樣的台詞？[注 1]」。之後，作為穆斯卡演出者的他又重溫了《天空之城》說「如果台詞有大約三個，我可以說一行。」[19]。目前，「討厭時髦的衣服嗎？[注 2]」、「人們就像垃圾一樣[注 3]」、「等你3分鐘[注 4]」、「眼睛，我的眼睛！[注 5]」這些名台詞仍還是可以再現。
- 對足球有深入的了解[20]，自己也很喜歡進行比賽，自1980年代起加入藝人足球隊「THE木乃伊（日语：ザ・ミイラ）」[21]。與前田秀樹（元水戶蜀葵教練，現任東京國際大學足球社教練）有交情，自己也是J聯賽市原千葉JEF聯的狂熱球迷[22]。另外，釜本邦茂是寺田在早稻田大學時期的後輩[20]。
- 曾經作為AV導演活動[23]。
- 年輕的時候就已經是「遲刻魔」，但因拍攝某部作品而遲到時，跟寺田一起共演的澤村貞子（日语：沢村貞子）對他警告：「如果你在演出中的表現不好我就不會去打擾你，但如果你總是遲到我會每次去打擾你。雖然將演技拼命練到最好也並非總能奏效，但我只求你不要總是遲到」。從此以後，他在拍片時從來沒有遲到。
- 喜歡的音樂是鄉村音樂，上面提到，寺田作為AV導演，其片名的名稱也都來自鄉村歌曲。學生時期，他的夢想除了當報社記者之外，還想成為鄉村歌手[24][25]。
- 在日本電視台綜藝節目《今晚最棒！（日语：今夜は最高!）》中與岩崎宏美、塔摩利3人都扮成麥可·傑克森一起熱唱著《Beat It》和《顫慄（英语：Thriller (song)）》，但是塔摩利說他唱歌跳舞一點都不像麥可·傑克森。[來源請求]
- 2006年上映的筒井康隆小說改編電影《日本沉没》和《日本以外全部沉沒》都有邀請他出演，但本人在猶豫要演哪一部後，他選擇了後者。

## 演出

### 電視劇

#### TBS電視網
- TBS
  - （1964年）
  - THE警衛（日语：東京警備指令 ザ・ガードマン）
    - 第24話「」、第25話「」（1965年）
    - 第75話「」（1966年）
    - 第99話「予告殺人」（1967年）

  - 超人力霸王 第14話「珍珠貝防衛指令」（1966年）—飾 賀車駕駛助手
  - 七人刑警（日语：七人の刑事） 第256話「只有二人的銀座」（1967年）
  -  第7話（1973年）
  - 紅色迷路（1974年—1975年）
  - 大岡越前（日语：大岡越前 (テレビドラマ)）
    - 第4部（日语：大岡越前 (テレビドラマ)#第4部） 第15話「朋友」（1975年1月13日）—飾 彌太郎
    - 第5部（日语：大岡越前 (テレビドラマ)#第5部） 第15話「天下御免偽名醫」（1978年5月15日）—飾 金次

  - 猛龍特警隊'75
    - 第1話「機場搜査線」（1975年）—飾 北斗
    - 第34話「警視廳中的間諜」（1976年）—飾 濱島達三
    - 第84話「三根手指刑警」（1976年）
    - 第115話「午夜0時女人的推理」（1977年）—飾 警視廳保安2課三上刑警
    - 第151話「」（1978年）—飾 土井警視
    - 第196話「」（1979年）—飾 警視廳麻藥特捜班田代幸雄警部補
    - 殺死江戶III（日语：江戸を斬る (西郷輝彦)） 第14話「」（1977年）—飾 宅次

  - POLA TV小說（日语：ポーラテレビ小説） 白色牡丹（1982年—1983年）—飾 向井源吉
  - 天真無邪的關係（日语：無邪気な関係）（1984年）
  - （1984年）
  - 超級波麗士（日语：スーパーポリス） 第9話（1985年）—飾 仲本支店長
  - 3年B組金八先生 特別篇IV（1985年）—飾 中井正敏的父親
  - 天使的Uppercu（日语：天使のアッパーカット#テレビドラマ）（1986年）—飾 松岡和男
  - 花王 愛的劇場（日语：愛の劇場） 我的12位學生（日语：私の生徒は12人）（1992年）
  - 未成年（日语：未成年 (テレビドラマ)）（1995年）—飾 梅原幹雄
  - 週一電視劇特輯（日语：月曜ドラマスペシャル）→週一推理劇場（日语：月曜ミステリー劇場）→週一GOLDEN（日语：月曜ゴールデン）→週一名作劇場（日语：月曜名作劇場）
    - （1990年）
    - 天皇的御廚（1993年）
    - 監察醫生藪野善次郎系列（1996年）
    - 淺見光彥系列（日语：浅見光彦シリーズ (TBSのテレビドラマ)）
      - 淺見光彥系列8「鳥取雛送殺人事件」（1997年3月10日）—飾 蘆野鷹次郎
      - 淺見光彥系列28「高千穗傳說殺人事件 」（2009年10月5日）—飾 室口雄吾

    - 逆轉之夏（2001年9月3日）
    - 6「特命」（2003年6月2日）
    - 稅務調查官窗際太郎事件簿（日语：税務調査官・窓際太郎の事件簿）—飾 鳥越啓介
      - 稅務調查官窗際太郎事件簿12（2005年1月10日）
      - 稅務調查官窗際太郎事件簿13（2005年9月26日）

    - 十津川警部系列（日语：十津川警部シリーズ (渡瀬恒彦)）
      - 十津川警部系列28「陸中海岸殺意之旅」（2003年3月24日）—飾 中井實
      - 十津川警部系列39「飛騨高山消失的女人」（2008年1月7日）—飾 白石圭一郎
      - 十津川警部系列54「」（2015年4月13日）—飾 塚本專太郎

  - （2000年）—飾 吉行醫師
  - 上班族金太郎3（日语：サラリーマン金太郎 (高橋克典のテレビドラマ)）（2002年）—飾 丸山登
  - 刑警☆一郎（日语：刑事☆イチロー）（2003年）—飾 袋井次郎
  - 水戶黃門（日语：水戸黄門 (パナソニック ドラマシアター)）
    - 第33部（日语：水戸黄門 (第31-38部)#第33部） 第6話「」（2004年5月24日）—飾 柘植幻齊
    - 第36部（日语：水戸黄門 (第31-38部)#第36部） 第16話「」（2006年11月20日）—飾 淺野光晟（日语：浅野光晟）
    - 第38部（日语：水戸黄門 (第31-38部)#第38部） 第18話「」（2008年5月19日）—飾 柿島屋儀兵衛
    - 第43部（日语：水戸黄門 (第39-43部)#第43部） 第20話「」（2011年12月5日）—飾 峯田伊右衛門

  - 東大特訓班（2005年）—飾 芥山龍三郎
  - 和田現殺人事件（2007年）—飾 服務生
  - 深夜結束時（日语：夜の終る時#2007年版）（2007年）—飾 腰木
  - BUNGO -日本文學劇場-『富美子的腳』（2010年2月22日）—飾 塚越
  - 年終特別電視劇 歸鄉（日语：帰郷 (2011年のテレビドラマ)）（2011年12月23日）—飾 佐山滋

- MBS
  - 心靈電視劇 轉生（1991年）
  - 超人力霸王系列
    - 超人力霸王迪卡（1997年）
      - 第32話「Z點攻防戰」（1997年）—飾 根津正親
      - 第40話「夢」（1997年）—飾 宮川太郎

    - 超人力霸王帝納 第37話「夢的結集」（1998年）—飾 

  - 影同心II（日语：影同心#影同心II） 第8話（1975年）—飾 雲海（安房的竹松）
  - 不毛地帶（1979年）—飾 塙四郎
  - （1980年）

- CBC
  - 超人力霸王馬克斯 第24話「沒被當做目標的城市。」（2005年）—飾 梅特隆星人（日语：メトロン星人）

- BS-TBS
  - 手機刑警錢形舞 第2話（2005年，BS-i）
  - 水戶黃門 第2系列（日语：水戸黄門 (BS-TBS版)#第2シリーズ（第45部）九州編）—飾 清水勘解由
    - 第1話「」（2019年5月19日）
    - 第2話「」（2019年5月26日）
    - 第7話「」（2019年7月7日）
    - 第9話「」（2019年7月28日）

#### 日本電視網
日本電視台
- 青春是什麼（日语：青春とはなんだ）（1965年—1966年）—飾 橘公夫
- 這就是青春（日语：これが青春だ）（1966年—1967年）—飾 杉山章[1]
- 龐大的青春（日语：でっかい青春）（1967年—1968年）—飾 藤本弘
- 黑部的太陽（1969年）—飾
- （1970年）—飾 門馬修
- 女校男生 第41話（1972年）
- 飛翔吧！青春（日语：飛び出せ!青春） 第39話（1973年）—飾 澤田信夫
- 水滸傳（1973年—1974年）—飾 公孫勝
- 傳七捕物帳（日语：伝七捕物帳#日本テレビ版）
  - 第25話（1974年）—飾 仙三
  - 第152話（1977年）—飾 宇平
- 前略母親大人（日语：前略おふくろ様）（1975年—1977年）—飾 片島修
- 長崎犯科帳（日语：長崎犯科帳） 第11話（1975年6月15日）—飾 辰吉
- 前程錦繡 第40話（1976年）—飾 石井
- （1976年—1977年）—飾 城西署野野村刑警
- （1977年）
- 傳七捕物帳（日语：伝七捕物帳） 第152話（1977年）—飾 宇平
- 新五捕物帳（日语：新五捕物帳） 第14話（1978年）—飾 喜太郎
- 向太陽怒吼！（日语：太陽にほえろ!）
  - 第329話（1978年）—飾 市木武正
  - 第589話「共謀」（1984年）—飾 田島信夫
- 偵探物語 第22話「藍色殺人事件」（1980年）—飾 濱田刑警
- 肩車III（日语：かたぐるま (月曜スター劇場)#かたぐるまIII）（1981年—1982年）
- （1982年—1983年）
- 第13話（1984年）—飾 須田記者
- NEW Jungle（日语：ジャングル (テレビドラマ)） 第4話「殺人兇手的臉」（1988年）—飾 須藤
- 週二懸疑劇場
  - 律師高林鮎子（1993年）—飾 公司社長岩下徹藏
  - 新·女檢察官霞夕子（日语：検事・霞夕子）1（1994年）
  - 小京都推理（日语：小京都ミステリー）21（1997年）—飾 藤島警部補
  - 密告電話（1998年12月）—飾 鈴木浩平
  - 律師朝日岳之助（日语：弁護士・朝日岳之助）23（2005年）—飾 高野祿郎
- 新聞最前線（日语：ストレートニュース (テレビドラマ)）（2000年）—飾 古賀檢察官

讀賣電視台
- 週四黃金電視劇（日语：木曜ゴールデンドラマ） 冰點（1981年）
- 柴健醫生事件簿（日语：獣医さん、事件ですよ） 第9話（2014年8月28日）—飾 玉木一也
- 讀賣電視台開台60年紀念特別電視劇 培養天才的妻子（日语：天才を育てた女房）（2018年2月23日）—飾 岡寬治

BS日視
- 松本清張 球形的荒野（日语：球形の荒野#2014年版）（2014年3月9日）—飾 瀧良精

#### 東京電視網
東京電視台
- 大江戶搜査網（日语：大江戸捜査網）（東京12頻道）
  - 第60話（1972年）
  - 第180話（1975年）—飾 政次
  - 第306話（1977年）—飾 友吉
  - 第636話（1984年）—飾 巳之吉
- 蕎麥屋梅吉捕物帳（日语：そば屋梅吉捕物帳） 第4話「裏街道を翔ぶ男達」（1979年，東京12頻道）—飾 三浦外記
- 斬捨御免（日语：斬り捨て御免!） 第2系列 第19話（1981年，東京12頻道）—飾 長柄九十郎
- 月影兵庫波瀾壯闊的旅程（日语：月影兵庫あばれ旅） 第2系列 第5話（1990年）—飾 朽木源內
- 松本清張連續劇特別篇 白暗（日语：白い闇#1996年版）（1996年）—飾 白木
  - 殺人事件簿（2010年2月8日）—飾 岩野靖男
  - 美食攝影師星井裕的事件簿（日语：美食カメラマン 星井裕の事件簿）（2010年3月1日）
  - 上條麗子的事件推理9（日语：上条麗子の事件推理）（2011年9月5日）—飾 武村雅之
  - 警視深町征爾1（日语：警視・深町征爾）（2012年1月30日）—飾 鹿沼徳吉
  - 釣魚刑警3（日语：釣り刑事）（2012年8月27日）—飾 榊喬太郎
  - 警視廳機動搜査隊216III（日语：警視庁機動捜査隊216）（2012年12月24日）—飾 城島剛三
  - 北海道警察3（日语：北海道警察 (テレビドラマ)）「人質」（2014年11月3日）—飾 楠木善男
  - 狩矢警部系列14（日语：狩矢警部シリーズ）（2014年12月22日）—飾 寺嶋將吾
  - SP 八劍貴志（日语：SP 八剱貴志）（2015年8月31日）—飾 田崎雄吾
  - 橫山秀夫懸疑 刑警的勳章（日语：陰の季節#キャスト（仲村トオル版））（2016年4月25日）—飾 葉山智之
- 蒼藍記憶 Innocent Blue 沖繩篇（1998年）—飾 文夫
- 女人與愛與懸疑（日语：女と愛とミステリー）
  - 小早川警視正系列（日语：小早川警視正シリーズ）1（2002年）—飾 宗方芳齋
  - 警視廳樋口警部補（2003年－2004年）—飾 天童
  - 臨時工偵探（日语：パートタイム探偵）2（2004年）—飾 藤江修太郎
  - 豬熊夫婦的駐在日誌（日语：猪熊夫婦の駐在日誌）1（2004年）—飾 三浦治朗
- 超人力霸王系列
  - 超人力霸王Q dark fantasy（日语：ウルトラQ dark fantasy） 第24話（2004年9月14日）—飾 真柄太郎
  - 超人力霸王捷德 第12、13話（2017年9月23日、30日）—飾 朝倉錘
  - 超人力霸王布雷薩（2023年10月14日-2024年1月20日）—飾 土橋悠
- 週三推理9（日语：水曜ミステリー9）
  - 松本清張特別企劃 交錯的場面（日语：渡された場面#2005年版）（2005年）—飾 小寺康司
  - 信濃的可倫坡事件簿11（2006年）—飾 河島孝之
  - 搜査檢察官近松茂道（日语：捜査検事・近松茂道）12（2012年）
  - 流浪署長風間昭平（日语：さすらい署長 風間昭平）10「墨田業平橋殺人事件」（2013年）—飾 權藤喜一
  - 陸奧麵食記者 宮澤賢一郎3（日语：みちのく麺食い記者 宮沢賢一郎#テレビドラマ）「誤認」（2014年）—飾 小栗俊平
- 怨恨屋本舖—飾 權藤德男
  - 第11話「特權階級」（2006年9月22日）
  - 最終話「怨屋的真面目」（2006年9月29日）
- 新春WIDE時代劇
  - 忠臣藏 瑤泉院的陰謀（日语：忠臣蔵 瑤泉院の陰謀）（2007年）—飾 堀部彌兵衛（日语：堀部金丸）
  - 柳生武藝帳（2010年1月2日）—飾 大久保彥左衛門
  - 白虎隊 ～失敗的人們（日语：白虎隊〜敗れざる者たち）（2013年1月2日）—飾 田中土佐
  - 影武者德川家康（2014年1月2日）—飾 原康政
- 刺客請負人（日语：刺客請負人） 第1話（2007年）
- 週五時代劇（日语：テレビ東京金曜夜8時枠時代劇） 密命寒月霞斬（日语：密命 寒月霞斬り）（2008年4月）—飾 寺村重左衛門
- 孤獨的美食家 Season5[[[Wikipedia:格式手册/链接#章節|錨點失效]]] 第1話（2015年10月3日）—飾 佐古田
- 特別電視劇 老人之家「快樂之路」愉快朋友們的事件簿（日语：老人ホーム「ハッピー・ロード」愉快な仲間たちの事件簿）（2016年9月11日）—飾 佐佐木淳史
- 犯罪的回送（日语：犯罪の回送）（2018年）—飾 福島恒夫
- Legal～Heart～重建生命律師（日语：いのちの再建弁護士 会社と家族を生き返らせる）（2019年）—飾 立木繁
- 淋濕偵探 水野羽衣（日语：びしょ濡れ探偵 水野羽衣） 最終話（2019年9月19日）—飾 大親分
  - 第1貫（2019年10月19日）
  - 第2貫（2019年10月26日）
  - 第3貫（2019年11月2日）
  - 第4貫（2019年11月9日）
  - 第5貫（2019年11月23日）
- 晴～綜合商社之女～（日语：ハル〜総合商社の女〜） 第2話（2019年10月28日）—飾 小笠原隆一
- 推理特別企劃 特命大媽檢察官！花村絢乃事件簿6（日语：特命おばさん検事! 花村絢乃の事件ファイル）（2019年12月20日）—飾 桑本浩輔[26]

BS JAPAN
- 山本周五郎時代劇 武士之魂（日语：山本周五郎時代劇 武士の魂） 第9話「野分」（2017年8月8日）—飾 戶澤正陟
- 江戶壽司王season2（日语：江戸前の旬#テレビドラマ）—飾 新見清次郎

#### 富士電視網
- 富士電視台
  - 三匹之侍（日语：三匹の侍） 第4系列 第3話「弁天樓異聞」（1966年）—飾 清次
  - 錢形平次（日语：銭形平次 (大川橋蔵)）
    - 第49話「」（1967年）—飾 佐太郎
    - 第139話「」（1968年）—飾 伊之吉
    - 第495話「」（1975年）—飾 伊太郎
    - 第533話「」（1976年）—飾 秀次郎
    - 第607話「」（1978年）—飾 音吉
    - 第877話「」（1984年）—飾 秀次郎

  -  第7話（1971年）—飾 九鬼半平
  - 木枯紋次郎（日语：木枯し紋次郎）
    - 第1期 第14話「」（1972年）—飾 洲崎的佐吉
    - 第2期 第6話「」（1972年）—飾 煙之千代松

  - 劍客生涯 (加藤剛、山形勳版) 第5話「妖怪小雨坊」（1973年）—飾 小雨坊
  - 大空港（日语：大空港 (テレビドラマ)） 第7話（1978年）—飾 二木三郎
  - 同心部屋御用帳 江戶之風IV（日语：江戸の旋風#同心部屋御用帳 江戸の旋風IV） 第21話「女房的秘密」（1979年）—飾 輕平
  - 青椒白書（日语：ピーマン白書） 第8話（1980年）
  - （1982年）—飾 加瀨乙彥
  - 來自俄勒岡的愛（日语：オレゴンから愛）（1984年）
  - 週四DRAMA STREET（日语：木曜ドラマストリート） 放學後（1986年）
  - 飯咖哩（日语：ライスカレー (テレビドラマ)）（1986年）—飾 藤田啓一
  - 那傢夥很麻煩（日语：あいつがトラブル）（1989年—1990年）—飾 唐木隆三
  - 世界奇妙物語
    - 繞道之夜（1991年）
    - （2001年）—飾 田代克也、仁美的父親

  - 風車之濱吉捕物帳綴 第6話（1992年）
  - 鬼平犯科帳（日语：鬼平犯科帳 (中村吉右衛門)） 第4系列 第3話「盗賊婚禮」（1992年12月16日）—飾 鳴海的繁藏
  - 不再流淚（1993年）—飾 郭泰陽
  - 戀愛不用急（日语：恋はあせらず (テレビドラマ)）（1998年）—飾 田所周平
  - HERO 第7話「能夠和你相遇」（2001年）—飾 綿貫耕一郎
  - 劍客生涯 (藤田真版) 第3系列 第1話「手裏劍阿秀」（2001年）—飾 杉原左內
  - 跨越海峡的小提琴（日语：海峡を渡るバイオリン）（2004年）—飾 糸川英夫
  - 絕對達令 ～完美無瑕的機械情人～最終章SP（2009年3月24日）—飾 岩田周五郎
  - 週五PRESTIGE（日语：金曜プレステージ）
    - 淺見光彥系列44「砂冥宮」（2012年4月27日）—飾 大脇忠暉
    - 警察廳特別監察官冰之女冰室透子（日语：警察庁特別監察官 氷の女・氷室透子） （2014年7月11日）—飾 冰室銀之助

  - 週五Premium（日语：金曜プレミアム）
    - 名偵探 神津恭介（日语：名探偵 神津恭介）2「」（2015年7月10日）—飾 倉橋圭市郎
    - 松本清張特別篇 等待一年半（日语：一年半待て#2016年版）（2016年4月15日）—飾 栗原英彥[27]

- 關西電視台
  - 喧嘩安兵衛（日语：けんか安兵衛） 第2話（1975年）—飾 平馬
  - 柳生一族的陰謀（日语：柳生一族の陰謀） 第22話（1979年）—飾 神保小四郎
  - 京都懸疑 （1987年）
  - 阪急連續劇系列（日语：阪急ドラマシリーズ） 紅色籃球鞋（日语：赤いバッシュ !）（1987年—1988年）
  - 女保鏢（日语：傷だらけの女）（1999年）
  - 花村大介（日语：花村大介）（2000年）—飾 島崎道雄律師

- 東海電視台
  - 愛的流星（日语：愛の流星）（1999年）—飾 白川啓介
  - RED（日语：レッド (テレビドラマ)）（2001年）—飾 芹川龍也

- BS富士
  - BAR檸檬心（日语：BARレモン・ハート#スペシャル） 大晦日特別篇（2018年12月31日）—飾 大師的師父

#### 朝日電視網
- 朝日電視台
  - 我是用心棒（日语：俺は用心棒） 第24話（1967年，NET）—飾 八十島間太
  - 用心棒回來了（日语：帰って来た用心棒） 第17話（1968年，NET）—飾 新吉
  - 第五號刑警（日语：五番目の刑事） 第2話（1969年，NET）—飾 鈴木武
  - 大忠臣藏（日语：大忠臣蔵 (1971年のテレビドラマ)）（1971年，NET）—飾 勝田新左衛門（日语：勝田武尭）
  - 荒野的用心棒（日语：荒野の用心棒 (テレビドラマ)） 第4話（1973年，NET）—飾 羽生彥三郎
  - 賞金獵人（日语：賞金稼ぎ (テレビドラマ)） 第12話（1975年，NET）—飾 死神之龍
  - 鬼平犯科帳 (丹波哲郎)（日语：鬼平犯科帳 (丹波哲郎)） 第22話「狐雨」（1975年，NET）—飾 青木
  - 遠山之金先生 (朝日電視台)#杉良太郎版（日语：遠山の金さん (テレビ朝日)#杉良太郎版） 第1シ系列 第1話（1975年，NET／東映）—飾 彌太
  - 特搜最前線（日语：特捜最前線） 第2話（1977年）—飾 黑崎
  - 人形佐七捕物帳（日语：人形佐七捕物帳 (1971年のテレビドラマ)） 第10話（1977年）
  -  第16話（1978年）—飾 伊三郎
  - 江戶之牙（日语：江戸の牙） 第6話「擊滅 爆破計劃！」（1979年）—飾 佐之吉
  - 鬼平犯科帳 (萬屋錦之介)（日语：鬼平犯科帳 (萬屋錦之介)） 第2系列 第5話（1981年）—飾 鹿留的又八
  - 警視廳殺人課（日语：警視庁殺人課） 第19話（1981年）
  - 週一WIDE劇場（日语：月曜ワイド劇場） 粉紅街的聖母們（1984年）
  - 週六WIDE劇場（日语：土曜ワイド劇場）
    - 小樽殺人事件 北海～能登～安曇野 黑揚羽蝶的死亡預告！奧他茂伊岬上的女人（日语：小樽殺人事件）（1986年）
    - 松本清張作家活動40年紀念 埋伏（1991年）—飾 橫川仙太郎
    - （1994年）
    - 新·女律師朝吹里矢子（日语：女弁護士 朝吹里矢子） 枇杷木的復仇（1995年）
    - 家政婦的見證15（1996年）
    - 船長系列（日语：高橋英樹の船長シリーズ）12 殺意的密室航路（2000年）—飾 石濱泰三
    - 溫泉小女將的殺人推理（日语：温泉若おかみの殺人推理）10（2002年）—飾 桐野誠一
    - 湘南偵探物語（2008年2月16日）—飾 澤木刑警
    - 交涉人遠野麻衣子（日语：交渉人 遠野麻衣子・最後の事件）（2010年6月26日）—飾 警視廳副總監
    - 奇怪的刑警（日语：おかしな刑事）7（2011年6月4日）—飾 菅野隆博
    - 東京車站遺失物保管處（日语：東京駅お忘れ物預り所）6（2013年6月29日）—飾 加東秀治
    - 火災調查官紅蓮次郎（日语：火災調査官・紅蓮次郎）14（2014年1月25日）—飾 野野村洋介
    - 溫泉 (秘) 大作戰（日语：温泉 (秘) 大作戦）14（2014年8月16日）—飾 篠田大作
    - 溫泉小女將的殺人推理29（2015年8月1日）—飾 藪下弘敏

  - 名奉行！遠山金四郎（日语：名奉行 遠山の金さん） 第1系列 第5話「闇のおんな仕事人」（1988年）—飾 一石屋萬造
  - 無賴刑事純情派（日语：はぐれ刑事純情派）
    - 第1系列 最終話「」（1988年）—飾 古山修三
    - 第9系列 第2話「!?」（1997年）—飾 坂口芳雄
    - 第15系列 第14話「」（2002年）—飾 松田邦夫

  - 漂泊刑事旅情篇II（日语：さすらい刑事旅情編） 第11話（1989年）
  - 大逆襲！四匹用心棒（1991年）—飾 暗之黑兵衛
  - 外科醫生柊又三郎（1995年）
  - 影武者德川家康（1998年）—飾 島左近
  - 金桑VS女鼠（日语：名奉行 遠山の金さん#金さんVS女ねずみ） 第10話「隱密同心殺人事件」（1998年）—飾 神崎采女
  - 華麗的喪服（1998年）
  - 月下棋士（日语：月下の棋士）（2000年）—飾 刈田升三
  - 菊次郎和早紀（日语：菊次郎とさき）（2001年）
  - 圈套2 單元五「使用妖術的森林」（2002年）—飾 柳田黑夫
  - 心魔大審判22（日语：スカイハイ (漫画)） 第一死（2004年）—飾 小山田茂
  - 科搜研之女
    - 新·科搜研之女3 第1話「京都的節日里有人死去!! 襲擊祗園祭的兩起案件！致死率100%的恐怖細菌！真理子被刺！山鉾町的連環殺人!!」（2006年7月6日）—飾 三浦正太郎
    - 正月特集（2017年1月3日）—飾 矢野正司
    - SEASON 19 第5話「從50年前來的客人」（2019年5月16日）—飾 平松恭一郎

  - 4姊妹偵探團 第6話「在溫泉復仇!? 混浴露天風呂的秘密…」（2008年2月22日）—飾 三宅光三郎
  - 落日燃（日语：落日燃ゆ#テレビドラマ（2009年版））（2009年3月15日）—飾 寺内壽一
  - 假面騎士W（2009年9月—2010年8月）—飾 園咲琉兵衛／恐懼摻雜體〈配音〉
  - 新·警視廳搜查一課9係 season2 最終話（2010年9月15日）
  - W的悲劇（2012年4月—6月）—飾 和辻與兵衛
  - Doctor-X ～外科醫·大門未知子～ 第2系列 第2話（2013年10月24日）—飾 二宮欽也
  - I'm Home 第3話（2015年4月30日）—飾 野澤和也
  - 京都人情搜查檔案（日语：京都人情捜査ファイル#連続ドラマ） 第2話（2015年5月7日）—飾 越坂鐵幹
  - 電視劇特集 家政婦的見證（2015年12月5日）—飾 樋口巡査部長
  - 電視劇特集 佐方貞人系列（日语：佐方貞人シリーズ#テレビドラマ）—飾 大河內定和
    - 檢察官的死命（2016年1月17日）
    - 檢察官的本懷（2016年12月3日）

  - 松本清張特別企劃 喪失的禮儀（日语：喪失の儀礼#2016年版）（2016年3月30日）—飾 山科伊佐緒
  - 偵探少女有紗的事件簿（2017年1月28日）—飾 安東喜一郎
  - 週日PRIME（日语：日曜プライム） 電視劇特集 陰陽師（2020年3月29日）—飾 淨藏

- 朝日放送
  - 必殺系列（日语：必殺シリーズ）
    -  第8話「」（1973年）—飾 長次
    - 必殺必中仕事屋稼業（日语：必殺必中仕事屋稼業） 第21話「」（1975年）—飾 銀次
    - 必殺仕置屋稼業（日语：必殺仕置屋稼業）
      - 第9話「」（1975年）—飾 蛙亭文蝶
      - 第25話「」（1975年）—飾 清吉

    - 新·必殺工作人（日语：新・必殺仕事人） 第11話「」（1981年）—飾 善松
    - 必殺工作人WIDE 襲殺大老 下田港的殺人技珍演技好演技（日语：必殺仕事人ワイド 大老殺し 下田港の殺し技珍プレー好プレー）（1987年10月）—飾 鐵眼
    - 必殺工作人2009 第22話「最後的大工作!!」（2009年6月26日）—飾 桐之屋朝經

  -  第10話「爆」（1974年）—飾 喜作
  - TOKYO DETECTIVE 二人的事件簿（日语：TOKYO DETECTIVE 二人の事件簿） 第1話（1975年）
  - 
    - 第16話「」（1976年）
    - 第24話「被埋沒的青春」（1977年）

  - 懲罰人 燃燒事件簿（日语：ザ・ハングマン#ザ・ハングマン 燃える事件簿（16話から「ザ・ハングマン」）） 第5話（1980年）—飾 遠藤刑警
  -  第5回（1984年）
  - 人妻搜査官（日语：女捜査官#人妻捜査官） 第3話（1984年）
  - 週六WIDE劇場（日语：土曜ワイド劇場）
    - 律師今田一平（日语：弁護士・今田一平）4（1986年）—飾 檢察官
    - 拉麵刑警「龍」的殺人推理（日语：ラーメン刑事「龍」の殺人推理）（2001年）—飾 篠田守
    - 京都殺人案內（日语：京都殺人案内）26（2003年）—飾 葛西登
    - 愛與死的界限（日语：愛と死の境界線） ～鄰居間的哀傷戰鬥～（2011年3月26日）—飾 牧橋善作
    - 廣域警察（日语：広域警察）6（2015年6月27日）—飾 清水和正

#### NHK系列
- NHK綜合
  - 朱鷺之墓（日语：朱鷺の墓）（1970年）
  - 男人的膽量（日语：男は度胸）（1970年—1971年）—飾 山內伊賀之亮
  - 紅鬍子（日语：赤ひげ (1972年のテレビドラマ)） 第35話（1971年）—飾 定次
  -  第3話「長い夜」（1974年）
  - 大河劇
    - 風與雲與虹（日语：風と雲と虹と）（1976年）—飾 藤原正經
    - 山頂的群像（日语：峠の群像）（1982年）—飾 小林平八郎（日语：小林平八郎）
    - 德川家康（1983年）—飾 明智光秀
    - 獨眼龍政宗（1987年）—飾 大內定綱
    - 信長 KING OF ZIPANGU（1992年）—飾 淺井久政
    - 琉球之風（1993年）—飾 清水半藏
    - 八代將軍吉宗（1995年）—飾 成瀨隼人正（日语：成瀬正幸）
    - 元祿繚亂（1999年）—飾 奧野將監（日语：奥野定良）
    - 葵 德川三代（2000年）—飾 二條昭實（日语：二条昭実）
    - 武藏 MUSASHI（2003年）—飾 岩間角兵衛
    - 江 ～公主們的戰國～（2011年）—飾 淺井久政

  - 連續電視小說
    - （1978年）
    - 醬油的女兒阿香（1985年）—飾 古川清次
    - 青春家族（1989年）
    - 大姊當家（2016年）—飾 關元和四郎

  - 風神之門（日语：風神の門）（1980年）—飾 板倉勝重
  - 週六電視劇（日语：土曜ドラマ (NHK)）
    - 戰後史實錄系列 空白的900分鐘 -國鐵總裁怪死事件-（1980年10月11日、18日）—飾 新聞記者
    - 大地之子（1995年）—飾 山田團長
    - 判官 ～島的法官奮鬥記～（日语：ジャッジ 〜島の裁判官奮闘記〜）（2007年）—飾 平律師
    - 判官II ～島的法官奮鬥記～（日语：ジャッジ 〜島の裁判官奮闘記〜）（2008年10月—11月）—飾 平律師
    - 邊緣部落株式會社（日语：限界集落株式会社#テレビドラマ）（2015年1月31日—2月28日）—飾 菅原源

  - 週三時代劇（日语：土曜時代劇 (NHK)） 御宿翡翠（日语：御宿かわせみ#真野響子版） 第20話「宵節句」（1981年）
  - （1989年）—飾 田村記者
  - 週五時代劇（日语：土曜時代劇 (NHK)） 清左衛門残日錄（日语：清左衛門残日録）（1993年）—飾 納谷甚之丞
  - 電視劇D模式（日语：ドラマDモード） 飛躍紅粧（日语：ルージュ (テレビドラマ)）（2001年）—飾 櫻木專務
  - I'm Home 遙遠的返家之路（2004年）—飾 精神科醫生
  - 週四時代劇（日语：土曜時代劇 (NHK)）
    - （2007年6月—7月）—飾 天野能登守
    - 綻放的花（日语：咲くやこの花 (テレビドラマ)）（2010年1月9日—3月13日）—飾 門田伯奢守稻葉

  - 偽造的京都美術事件繪卷（日语：フェイク 京都美術事件絵巻）（2011年1月4日—2月8日）—飾 須藤安太郎
  - 好想吃什錦麵（2015年）—飾 宮下康平

- NHK
  - （1990年）
  - （2004年）—飾 山田方谷（日语：山田方谷）
  - Hi-Vision特集（日语：ハイビジョン特集） （2004年5月）
  - Thrill！赤之章、黑之章～（日语：スリル!〜赤の章・黒の章〜）（2017年）—飾 大道宗介

- BShi
  - 怪奇大作戰 第二檔案（2007年，與圓谷Pro共同製作）—飾 町田大藏警部

- NHK教育
  - 夕陽山丘的偵探團（日语：夕陽ヶ丘の探偵団）（2007年12月）—飾 潛艇博士
  - 童話法庭（日语：昔話法廷） 第9話「不來梅的城市樂手」裁判（2018年）—飾 羅巴〈配音〉

- NHK BS Premium
  - 大岡越前（日语：大岡越前 (2013年のテレビドラマ)#放送日程・ゲスト出演者等）
  - 第3話（2014年10月17日）—飾 六兵衛
  - 第3期（2016年）—飾 吉本作左衛門
  - 立花登青春備忘錄（日语：獄医立花登手控え#テレビドラマ（2016年）） 第5回（2016年6月10日）—飾 捨藏

### 電影
東寶
- 自行車小偷（1964年10月4日）—飾 朝雄
- 赤毛（1969年，與三船Pro共同）—飾 三次
- （1969年）—飾 平一郎
- （1970年）
- 激動的昭和史 軍閥（1970年）—飾 藤井記者
- 藍色牛仔褲的回憶（日语：ブルージーンズメモリー BLUE JEANS MEMORY）（1981年）—飾 遊艇船長
- 車站 STATION（日语：駅 STATION）（1981年）—飾 力石
- 致飛鳥及那未見面的孩子（日语：飛鳥へ、そしてまだ見ぬ子へ#映画版）（1982年）
- 南十字星（日语：南十字星 (映画)）（1982年）—飾 宇野上尉
- P. P. Rider（日语：ションベン・ライダー）（1983年）—飾 木村
- 刑警物語2 片山刑警在果園（日语：刑事物語#刑事物語2 りんごの詩）（1983年）—飾 鳴海友幸
- 夜叉（1985年）—飾 組員
- 雪之斷章 -熱情-（日语：雪の断章 -情熱-）（1985年）
- 小荳荳電視台（1987年）—飾 沖田敬
- （1987年）—飾 南田刑警
- 帝都物語（1988年）—飾 大河內正敏
- （1988年）—飾 田村光二郎
- 奇蹟的山再見，名犬平治（日语：奇跡の山 さよなら、名犬平治）（1992年）—飾 精神科醫生
- 遇見你，喜歡你（日语：キャンプで逢いましょう）（1995年）—飾 岩本
- 天咒（日语：ドラゴンヘッド）（2003年）—飾 安藤
- 不公平 the movie（日语：アンフェア the movie）（2007年）—飾 警視總監

松竹
- 心血來潮（日语：出来ごころ）（1933年）[注 6]
- 恐山之女（1965年）—飾 戶田勘二郎
- 再會（1975年）—飾 立木
- 亂世浮生（日语：ええじゃないか (映画)）（1981年）—飾 伊集院主馬
- 魚影之群（日语：魚影の群れ）（1983年，松竹富士（日语：松竹富士））
- 奧特Q THE MOVIE 星之傳說（日语：ウルトラQ ザ・ムービー 星の伝説）（1990年）—飾 山根報道部長
- 第三話（1991年）—飾 媽媽
- GONIN2（日语：GONIN2）（1996年）—飾 蘭之巴特隆
- （1997年）—飾 中年男子
- 學校III（日语：学校 (映画)）（1998年）—飾 齊藤老師
- 啊，春天（日语：あ、春）（1998年）—飾 貨車駕駛
- 討厭的女人（日语：嫌な女#映画）（2016年）—飾 橋本敬一郎

大映
- 眠狂四郎人肌蜘蛛（1968年）—飾 藥師寺兵吾
- 座頭市與用心棒（1970年，與勝Pro共同）—飾
- 宇宙的法則（日语：宇宙の法則）（1990年）—飾 中村

ATG
- 肉彈（1968年）—飾 那傢伙〈主演〉
- 無常（日语：無常 (映画)）（1970年）
- 津輕民謠（日语：津軽じょんがら節 (映画)）（1973年）—飾 豐
- 早夢（1974年）—飾 霧之曉
- 查爾斯頓這些日子以來（日语：近頃なぜかチャールストン）（1981年）—飾 刺客飯室

東映
- 日本的首領 完結篇（日语：日本の首領）（1978年）—飾 宮原宏
- 野性的證明（1978年，與角川映畫共同）—飾 游擊戰領隊
- 赤穗城斷絕（日语：赤穂城断絶）（1978年）—飾 大高源五
- 真田幸村的謀略（日语：真田幸村の謀略）（1979年）—飾 霧隱才藏
- （1980）—飾 龍岡導演
- 德川一族的崩壞（日语：徳川一族の崩壊）（1980年）—飾 松平恭次郎
- 制霸（日语：制覇）（1982年）—飾 大野木安司
- 水手服與機關槍（1981年，與角川映畫、Kitty film共同）—飾 萩原
- Headphone Lullaby（日语：ヘッドフォン・ララバイ）（1983年）—飾 日野
- 里見八犬傳（1983年，與角川映畫共同）—飾 犬村大角
- 晴天，有時殺人（日语：晴れ、ときどき殺人）（1984年，東映Central Arts（日语：東映セントラルフィルム））—飾 太陽眼鏡男
- （1985年）
- 花園的迷宮（日语：花園の迷宮）（1988年）—飾 原田（刑警）
- 音樂盒（1989年）—飾 阿南勝成
- 獅子王們的夏天（日语：獅子王たちの夏）（1991年）—飾 採買軟體的助理教授
- 問候（日语：ご挨拶） 第1話（1991年，東映Astro Film）
- 聽，海神的聲音 Last Friends（日语：きけ、わだつみの声 Last Friends）（1995年）—飾 司令官
- 現代仁俠傳（日语：現代仁侠伝）（1997年）—飾 平澤丈吉
- 自尊——命运的瞬间（1998年）—飾 重光葵
- Nile（1999年）—旁白
- 我為你赴死（2007年）—飾 坂東真太次
- 假面騎士系列－園咲琉兵衛
- 假面騎士×假面騎士 W & Decade Movie大戰2010（2009年）
- 假面騎士W Forever A至Z/命運的Gaia Memory（2010年）—飾 園咲琉兵衛
- 忍者亂太郎：暑假作業大作戰！之卷（日语：忍たま乱太郎 夏休み宿題大作戦!の段）（2013年）—飾 木耳良兼
- 犬鳴村（2020年）—飾 山野邊

日本HERALD
- 歌磨（日语：歌麿 夢と知りせば）（1977年，與太陽社共同）—飾 影師申吉
- 時計 Adieu l'Hiver（日语：時計 Adieu l'Hiver）（1986年）—飾 川島英二
- 瀨戶內少年棒球隊 青春篇 最後的樂園（日语：瀬戸内少年野球団）（1987年）—飾 堂上

日活
- 暗室（日语：暗室 (映画)）（1983年）—飾 津野木（山野井）
- 又喜又羞物語（日语：うれしはずかし物語）（1988年）—飾 三國裕介
- 借王 -THE MOVIE- 沖繩大作戰（日语：借王）（1999年）
- （2002年）
- 夢十夜「第一夜」（2007年）

Director's Company
- 愛情旅館（日语：ラブホテル (映画)）（1985年）—飾 村木哲郎
- 颱風俱樂部（1985年）—飾 清水留造

HERALD ACE
- 四月怪談（日语：四月怪談）（1988年）—飾 國下耕作
- 夏之庭 The Friends（日语：夏の庭 The Friends）（1994年）—飾 谷口教練

Argo Project
- 調査（1992年）—飾 初老之男
- 夜又臨（日语：夜がまた来る）（1994年）—飾 池島政信

cinequanon
- 幻之光（1995年，與電視人聯盟（日语：テレビマンユニオン）共同）—飾 刑警
- 風花（日语：風花 (2001年の映画)）（2001年）—飾 澤城廉司的父親
- 昭和歌謠大全集（日语：昭和歌謡大全集 (映画)）（2003年）—飾 刑警
- 透光的樹（日语：透光の樹）（2004年）

GAGA
- 悲情城市馬拉松（2000年，GAGA CORPORATION（日语：ギャガ））—飾 元締X
- 噓八百（日语：嘘八百）（2018年）—飾 絹田昭太郎

Bitters End
- 三輪車之犬（日语：サイドカーに犬）（2007年）—飾 釣堀屋主人
- 周圍的事。（日语：ぐるりのこと。）（2008年）—飾 吉住榮一

彩Pro
- 黑色東京（日语：東京ノワール）（2018年）—飾 藤堂刑警[28][29]
- 信虎 信玄陣殁！國主的歸還（日语：信虎 信玄陣没!国主の帰還）（2020年11月）—飾 武田信虎〈主演〉[30]

其它
- D坂的殺人事件（1998年，東京Theatres（日语：東京テアトル））—飾 秋村修平
- 柔嫩的臉頰（2001年，BS-i＝Office Shirous）
- Hush！（日语：ハッシュ!）（2001年11月24日，SIGLO）
- 異形之戀（日语：異形ノ恋）（2002年，PAL企劃（日语：パル企画））
- 熊本物語（2002年，株式會社Brooks）
- EAU DE VIE（2003年，Amuse Pictures（日语：博報堂DYミュージック&ピクチャーズ））
- （2003年，虫Production）[31]
- （2003年，ALL IN ENTERTAINMENT（日语：オールイン エンタテインメント））—旁白
- 秘密的花園（2004年，KSS）—飾 小暮健一郎
- 剪刀男（日语：ハサミ男）（2005年，MEDIABOX）
- 亂步地獄（日语：乱歩地獄） 「鏡地獄」（2005年，ALBATROS（日语：アルバトロス (映画配給会社)））—飾 浪越警部
- Stone Age（日语：ストーンエイジ (映画)）（2006年，She Makes）
- 日本以外全部沉沒（2006年，KLOCKWORX（日语：クロックワークス））—飾 田所博士
- 九轉十起的男人 淺野總一郎的青春（2006年，Sazanami）
- 銀色假面（日语：シルバー假面）（2006年，Geneon Entertainment）—飾 律師
- 南京的真相 第一部〈七位「死囚」〉（2008年，頻道櫻娛樂）—飾 廣田弘毅
- yoriko -寄子-（日语：yoriko-寄子-）（2008年）—飾 鹿島
- （2008年，日本Skyway、Broadway）
- 次郎長三國志（日语：次郎長三国志）（2008年，角川映畫）—飾 猿屋勘助
- 三角草的春天（2018年，T-JOY（日语：ティ・ジョイ））—飾 野崎滿雄
- 麻雀霸道傳說 天牌外傳（日语：天牌外伝）（2018年）—飾
- NippoNia Nippon（2019年，拉普他阿佐谷）—飾 村井助

### 舞台
- 十日之菊（日语：十日の菊）（1961年）
- 唐人阿吉（日语：唐人お吉）
- 阿信
- 濹東綺譚
- 五瓣之椿（日语：五瓣の椿）
- 放浪記（日语：放浪記）
- 池袋町（2008年）
- 羅密歐與茱麗葉（2009年）
- 魔笛（2010年）

### 非戲院上映
東映視訊
- 貝瑞塔M92F 兇彈（日语：ベレッタM92F 凶弾）（1990年）
- 女囚701號 殺人預告（日语：女囚さそりシリーズ）（1991年）
- 2人的魔術之夜（日语：2人のマジカル・ナイト）（1991年）
- （1992年）
- 鎧武外傳 假面騎士 斬月/假面騎士 巴隆（2015年）—飾 吳島天樹

KSS
- 新極道傳 KIZA（1993年）
- （2001年）

SHS Project
- OL博徒 緋牡丹的阿龍（1994年）
- 企業戦士 YAMAZAKI（日语：企業戦士YAMAZAKI）（1995年）

竹書房
- 鬥牌傳說赤木（1995年）—飾 安岡
- 雀魔說赤木（竹書房）—飾 安岡

h.m.p／〈銀河映像〉
- （1998年）[注 7]
- （1999年）
- （1999年）
- ～（2001年）

ALL IN ENTERTAINMENT
- 孤獨的仁義（2013年）—飾 磯谷組組長
- 日本抗争烈島 三極志（2019年）—飾 麒麟大學理事長 二宮惣吉
- 首領（2020年）—飾 大平紳助〈大平家具創業者〉
- 日本統一（日语：日本統一）47（2021年）—飾 銀座 東友會會長 津島健次郎

其它
- 實相寺昭雄的不可思議館2（1992年，萬代影視）
- （1994年，圓谷影像（日语：円谷エンターテインメント））
- 在夢中相會（日语：夢で逢いましょう (漫画)）（1996年，粉紅鳳梨（日语：ピンクパイナップル））
- 惡名傳（1996年，東北新社）
- 監禁逃亡 性奴隸（日语：監禁逃亡 性奴隷）（1997年，日本家庭錄影公司）
- 實相寺昭雄的推理事件簿（1997年，Airfield）
- 戰慄鳥籠（日语：グラウエンの鳥籠）（1999年—2000年，VAP）
- 鳳（日语：鳳 (漫画)）（2009年，概念電影）—飾 天地會會長 天外綺堂

### 網路劇集
- 假面騎士Ghost 傳說！騎士之魂！ 第2章 「雙重篇」（2016年1月29日）—飾 恐懼摻雜體〈配音〉[注 8]
- 假面騎士BLACK SUN（2022年）—飾 秘書長

### 動畫
- 電影『天空之城』（1986年）—飾 穆斯卡（日语：ムスカ）[32][33]
- OVA『Wild 7（日语：ワイルド7）』（1994年）—飾 草波勝
- 『燃燒的佛像人（日语：燃える仏像人間）』（2013年）—飾 圓汁
- 電視動畫『暗芝居』(2017年）—飾 紙芝居屋[注 9]
- 電影『BLUE THERMAL』（2022年）—飾 教練[34]
- 電影『炫目篝火』（2024年）—飾 朽繩[35]

### 外語配音

#### 電影／電視影集
| 作品年份 | 作品名稱                           | 配演角色          | 演員            | 媒介         |
| -------- | ---------------------------------- | ----------------- | --------------- | ------------ |
| 1958     | 通緝令：不論死活                   | 喬許·蘭達爾       | 史提夫·麥昆     | 日本電視台版 |
| 1976     | 富人，窮人                         | 湯瑪士·佐爾達赫   | 尼克·諾爾蒂     | NHK版        |
| 1978     | Centennial                         | 傑克·帕斯其尼     | 史蒂芬·麥克哈蒂 | NHK版        |
| 1979     | 迪克·弗朗西斯推理「Odds Against 」 | 席德·哈利         | 邁克·葛威林     | NHK版        |
| 1980     | 幕府將軍                           | 馬丁·阿爾維圖神父 | 達米安·托馬斯   | 朝日電視台版 |
| 1981     | 伊甸之東                           | 查爾斯·特拉斯克   | 布魯斯·巴克林納 | NHK版        |
| 1982     | 豹人                               | 保羅·加利埃爾     | 麥坎·邁道爾     | 富士電視台版 |
| 1982     | 謀殺彩排                           | 沃特·蘭姆         | 威廉·丹尼爾斯   | NHK版        |
| 1982     | 銀翼殺手                           | 羅伊·貝提         | 魯格·豪爾       | TBS版        |
| 1982     | 甘地                               | 莫罕達斯·甘地     | 班·金斯利       | 富士電視台版 |
| 1989     | 曼庫索, F.B.I.                     | 尼克·曼庫索       | 羅伯特·勞吉亞   | NHK版        |

#### 動畫
- 101忠狗（柯利犬〈湯姆·康威（英语：Tom Conway） 配音〉）

### 旁白
朝日電視台
- 荒野的素浪人（日语：荒野の素浪人）（1972年，NET）
- 右門捕物帖（日语：右門捕物帖 (1974年のテレビドラマ)）（1974年，NET）

東京電視台
- 請給我生命！（日语：お命頂戴!）（1981年）
- 風雲！真田幸村（日语：風雲!真田幸村）（1989年）
- 幕府阿耳役檜十三郎（日语：幕府お耳役檜十三郎）（1991年）
- 織田信長（日语：織田信長 (1994年のテレビドラマ)）（1994年）
- 家康最恐懼的人真田幸村（日语：家康が最も恐れた男 真田幸村）（1998年）

NHK系列
- NHK
  - 影像記錄史 太平洋戰爭（1991年）
  - NHK特集
  - 巨木之神甦醒 ～諏訪御柱祭（日语：御柱祭）～（1998年5月31日）[36]

- NHK綜合
  - 炎立（1993年）
  - 體育大陸（日语：スポーツ大陸） （2009年）
  - 週四時代劇（日语：土曜時代劇 (NHK)） 糊塗蟲（日语：ぼんくら#テレビドラマ）（2014年）

- NHK教育
  - 來玩身體吧（日语：からだであそぼ）（2004年—）

- BShi
  - PREMIUM8（日语：プレミアム8）（2009年）

其它電視台
- NNN紀錄片（日语：NNNドキュメント）（日本電視台）
  - （2019年1月6日，北日本放送製作）
- 野生王國（日语：野生の王国）（每日放送，第3代旁白）

電影
- （2003年，東寶）—旁白
- 鐵人28號（日语：鉄人28号 (映画)）（2005年，松竹）

紀錄片DVD
- （2005年—2006年）

### 綜藝節目、紀行節目
日本電視台
- 紀錄片71（日语：NNNドキュメント）（1971年）現「NNN紀錄片○○」前身[37]
- 今夜最棒！（日语：今夜は最高!）（1984年）
- （2008年12月20日）
- 途中下車之旅（日语：ぶらり途中下車の旅）（2009年1月17日起）

NHK綜合
- 電視文學館（1985年）擔當室生犀星《性に目覺める頃》的朗讀
- （1993年）

東京電視台
- （2003年）
- （2010年8月）－戲劇篇，飾演美土路昌一（日语：美土路昌一）。

其它電視台
- 奇蹟猜謎9（日语：くりぃむクイズ ミラクル9）（朝日電視台）
- （2019年9月20日，富士電視台ONE（日语：フジテレビONE））

### 廣告
- 宗政酒造
- 豐田HOME（日语：トヨタホーム）
- 三得利「E」（2009年）
- 暴雪娛樂「爐石戰記」

## 執導作品
- （1992年，Excess）
- 實相寺昭雄的不可思議館4（1992年，萬代影視）
- 實相寺昭雄的推理檔案3 奇之館（1997年）

## 著書
- （淡交社，1996年1月15日）ISBN 4-473-01433-9
- （風塵社，1996年3月）ISBN 4-938733-23-4

## 相關項目
- THE木乃伊（日语：ザ・ミイラ）－所屬足球隊伍
- 銀河英雄傳說－其登場人物村井的造型就是以寺田為原型[38]
- 馬克·漢米爾－美國配音員，負責《天空之城》要角穆斯卡（日语：ムスカ）的英語配音。

## 腳註

## 外部連結
- CES Entertainment公式官網的演員簡歷 （页面存档备份，存于） （日語）
- 日本電影數據庫（JMDb）上寺田農的資料（日語）
- 寺田農 （页面存档备份，存于） （日語）－allcinema（日语：allcinema）
- 寺田農 （页面存档备份，存于） （日語）－KINENOTE（日语：キネマ旬報映画データベース）
- Minori Terada在互联网电影资料库（IMDb）上的資料（英文）
- 寺田農 （页面存档备份，存于） （日語）－Movie Walker（日语：Movie Walker）
- 寺田農 電視劇人名錄 ◇電視劇資料庫◇ （日語）
- 寺田農 （页面存档备份，存于） （日語）－NHK人物錄（日语：NHKアーカイブスポータル）